# Maxwell (enota)
Maksvel (oznaka Mw) je enota v CGS sistemu za merjenje magnetnega pretoka.
Imenuje se škotskem fiziku in matematiku Jamesu Clerku Maxwellu (1831 – 1879).
1 maksvel je 
{\displaystyle \mathrm {\,} 1Mw=1G.cm^{2}=1abV.s=10^{-8}Wb\,}
Uporabljene so oznake:
- G enota za merjenje gostote magnetnega polja (gauss)
- cm enota za dolžino
- abV enota za napetost (abvlt)
- s enota za čas (sekunda)
- Wb enota za magnetni pretok (weber)

## Definicija[1]
V magnetnem polju z jakostjo 1 G je 1 maxwell skupni magnetni pretok skozi pravokotno površino veliko 1 cm2.
Enoto so včasih imenovali line (oznaka li) .